# Tak natjinalas legenda
Tak natjinalas legenda (russisk: Так начиналась легенда) er en sovjetisk spillefilm fra 1976 af Boris Grigorjev.

## Medvirkende
- Larisa Luzjina som Anna Timofejevna Gagarina
- Georgij Burkov som Aleksej Ivanovitj Gagarin
- Oleg Orlov som Jurij Alekseievitj Gagarin
- Svetlana Ponomarjova som Nastja
- Maja Bulgakova som Ksenija Gerasimovna